# Lauren Underwood
assinatura
Lauren Ashley Underwood (nascida em 4 de outubro de 1986) é uma política americana e enfermeira registrada que é representante dos EUA no 14º distrito congressional de Illinois como membro do Partido Democrata. Seu distrito, uma vez representado pelo ex- presidente da Câmara, Dennis Hastert, inclui os subúrbios do oeste de Chicago, incluindo Crystal Lake, Genebra, Oswego, Woodstock e Yorkville.
Depois de crescer em Naperville, Illinois, Underwood formou-se em enfermagem pela Universidade de Michigan e fez dois mestrados pela Universidade Johns Hopkins . Ela começou sua carreira como profissional de políticas no governo Obama em 2014 e depois trabalhou como consultora sênior no Departamento de Saúde e Serviços Humanos (HHS).
Em 2018, Underwood foi eleito para a Câmara dos Representantes dos Estados Unidos, derrotando o incumbente republicano Randy Hultgren . Após sua posse, ela se tornou a mulher negra mais jovem a servir no Congresso. Ela foi reeleita em 2020 por uma margem de 1,34%, a nona disputa para a Câmara mais acirrada do ciclo eleitoral.

## Biografia
Underwood nasceu em 4 de outubro de 1986, em Mayfield Heights, Ohio. Aos três anos, ela se mudou com sua família para Naperville, Illinois, onde cresceu e frequentou a Neuqua Valley High School, graduando-se em 2004. Ela começou como escoteira no jardim de infância e é membro vitalício. De 2003 a 2004, ela trabalhou na Fair Housing Advisory Commission da cidade de Naperville. Ela obteve seu Bacharelado em Ciências em Enfermagem pela Universidade de Michigan em 2008. Em Michigan, Underwood fez um curso sobre política de enfermagem que, segundo ela, "mudou sua vida" e a influenciou a entrar na política de saúde. Também em Michigan, ela se juntou à irmandade do Conselho Pan-Helênico Nacional Alpha Kappa Alpha. Ela recebeu seu mestrado em enfermagem e mestrado em saúde pública pela Johns Hopkins University em 2009.

## Carreira
Em 2014, Underwood tornou-se consultora sênior do Departamento de Saúde e Serviços Humanos (HHS) dos Estados Unidos, onde trabalhou para implementar a Lei de Proteção ao Paciente e Cuidados Acessíveis.
A partir de 2017, Underwood foi o Diretor Sênior de Estratégia e Assuntos Regulatórios da Next Level Health. Ela também atuou como instrutora adjunta na Escola de Enfermagem e Estudos de Saúde da Universidade de Georgetown.

## Câmara dos Representantes dos EUA

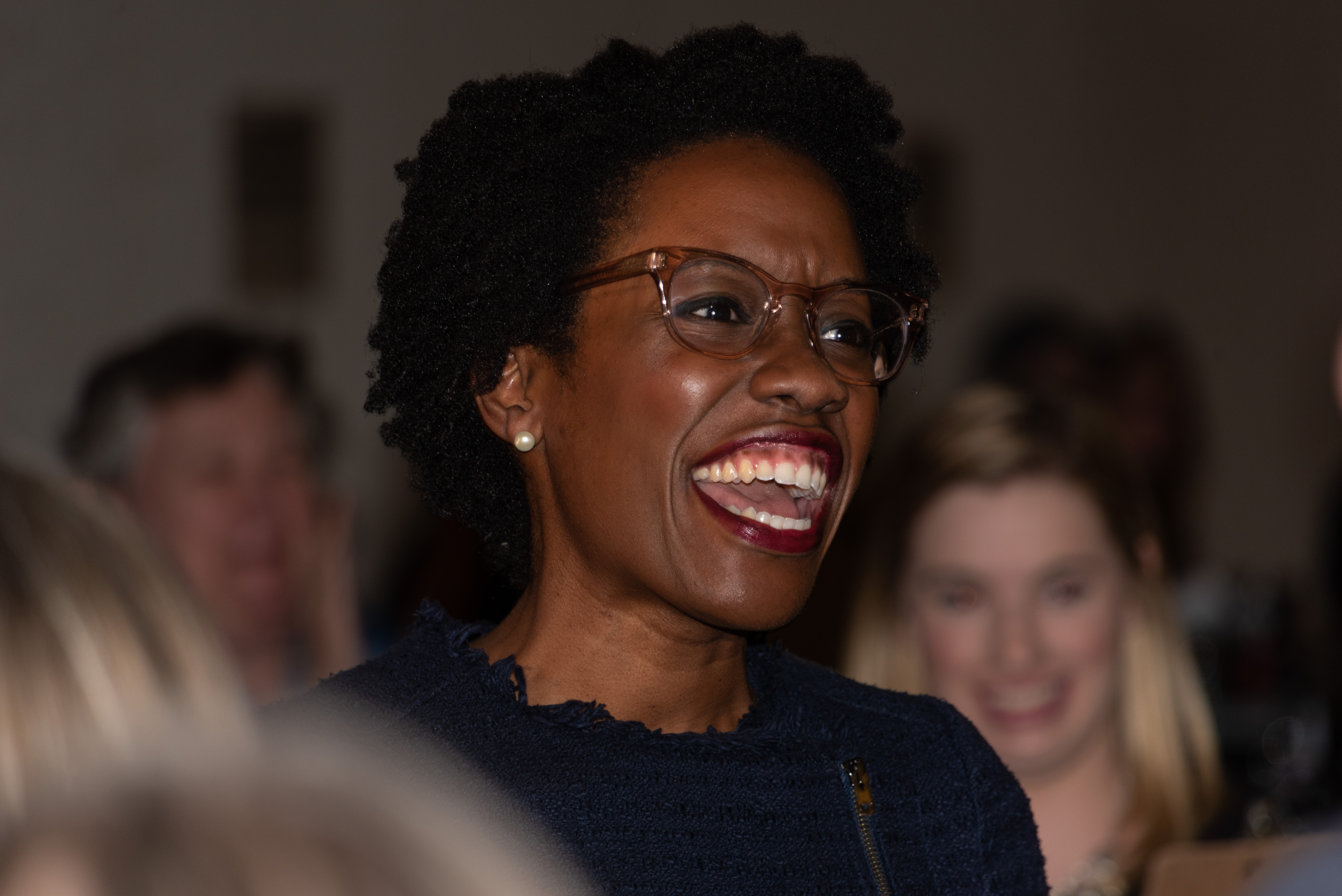
Underwood durante a noite da eleição de 2018

### eleições

#### 2018
Em agosto de 2017, Underwood anunciou sua candidatura à Câmara dos Representantes dos Estados Unidos no Illinois's 14th congressional district. Sua plataforma se concentrou em melhorar o Affordable Care Act, expandir as oportunidades de emprego, melhorias na infraestrutura e licença familiar remunerada. Ela venceu as primárias democratas em 20 de março com 57% dos votos contra seis oponentes.
Na eleição geral, Underwood enfrentou o atual republicano Randy Hultgren. Em um debate público, Underwood, que tem um problema cardíaco, disse que decidiu concorrer à vaga porque Hultgren votou pela revogação do ACA. Hultgren votou a favor do Republican American Health Care Act, que foi aprovado na Câmara em 2017, mas não no Senado, e teria revogado e substituído o ACA.
Underwood disse que o projeto de lei de revogação e substituição teria tirado o direito de "indivíduos como eu com condições preexistentes de ter cobertura acessível" e que pessoas como ela teriam cobertura negada ou seriam cobradas mais. Hultgren disse que o projeto de lei teria protegido essas pessoas porque, embora permitisse aos estados cobrar mais das pessoas com condições preexistentes, elas seriam elegíveis para subsídios.
Underwood disse que os cuidados de saúde são "um direito humano" e que pagador único/cobertura universal/Medicare para todos era "uma grande meta", mas teria que esperar até que tivéssemos boas respostas para as questões sobre custos. Hultgren veiculou anúncios de TV afirmando que Underwood oferece suporte a um plano de pagador único.
O ex-presidente Barack Obama e o vice-presidente Joe Biden endossaram Underwood. Na eleição de 6 de novembro, ela derrotou Hultgren com 52,5% dos votos.

#### 2020
Underwood foi reeleito por pouco sobre o senador estadual Jim Oberweis, na nona disputa mais acirrada do ciclo eleitoral da Câmara em 2020. A Associated Press convocou a eleição em 12 de novembro, nove dias após a eleição.

#### 2022
Underwood está concorrendo à reeleição no distrito para as eleições de 2022.

### Posse
De acordo com o VoteView, Underwood tem o 16º recorde de votação mais liberal na Câmara dos Representantes no 116º Congresso dos Estados Unidos.
Durante a presidência de Donald Trump, Underwood votou de acordo com a posição declarada de Trump em 6,5% das vezes. Em novembro de 2022, Underwood votou de acordo com a posição declarada de Joe Biden 100% das vezes.
Em seu primeiro mandato, Underwood redigiu quatro projetos de lei que Trump sancionou.
Em 2019, Underwood foi listado no Time 100 Next. Sua entrada foi escrita pelo senador americano Cory Booker.
Em 22 de maio de 2019, Underwood sugeriu que as mortes de imigrantes sob custódia da Patrulha de Fronteira dos Estados Unidos foram intencionais.

### Atribuições do comitê
- Comitê de Dotações
  - Subcomitê de Agricultura, Desenvolvimento Rural, Administração de Alimentos e Medicamentos e Agências Relacionadas
  - Subcomitê de Segurança Interna
- Comitê de Assuntos dos Veteranos
  - Subcomitê de Saúde
  - Subcomitê de Supervisão e Investigação

### Membros do caucus
- Congresso Negro Caucus[32]
- Grupo de Saúde Materna Negra[33]